# Piperivora nodosa
Piperivora nodosa är en svampart som beskrevs av Siboe, P.M. Kirk & P.F. Cannon 1999. Piperivora nodosa ingår i släktet Piperivora, divisionen sporsäcksvampar och riket svampar.   Inga underarter finns listade i Catalogue of Life.